# Köflach
Köflach ist mit 9601 Einwohnern (Stand 1. Jänner 2024) die größte Stadt im Gerichtsbezirk bzw. Bezirk Voitsberg in der Steiermark in Österreich. Im Rahmen der Gemeindestrukturreform in der Steiermark wurde 2015 die Gemeinde Graden eingemeindet.
Im Ortsteil Piber befindet sich das Lipizzanergestüt, in dem die berühmten weißen Pferde gezüchtet werden.

## Geografie
Köflach ist eine ehemalige Bergbaugemeinde im Braunkohlerevier Köflach-Voitsberg.

### Gemeindegliederung
Das Gemeindegebiet umfasst folgende sechs Ortschaften (in Klammern Einwohnerzahl Stand 1. Jänner 2024):
- Graden (443)
- Gradenberg (587)
- Köflach (4147)
- Piber (466)
- Pichling bei Köflach (3596)
- Puchbach (362)

Die Gemeinde umfasst 43,07 km² und besteht aus sieben Katastralgemeinden (Fläche Stand 31. Dezember 2023):
- Graden-Piber (702,63 ha)
- Gradenberg (465,4 ha)
- Gradenberg-Piber (1.566,73 ha)
- Köflach (222,59 ha)
- Piber (576,4 ha)
- Pichling bei Köflach (481,34 ha)
- Puchbach (291,96 ha)

### Eingemeindungen
Am 1. Jänner 1952 entstand durch Eingliederung der Katastralgemeinden Gradenberg, Piber, Pichling und Teilen von Puchbach die „Stadtgemeinde Köflach“. Mit etwa 12.000 Einwohnern war sie die größte Stadt der Weststeiermark.

### Nachbargemeinden
Die Gemeinde Köflach ist von neun Nachbargemeinden umgeben, alle liegen im Bezirk Voitsberg.
|                 | Kainach bei Voitsberg                       |                         |
| Maria Lankowitz | Kompassrose, die auf Nachbargemeinden zeigt | Bärnbach                |
|                 | EdelschrottSt. Martin am Wöllmißberg        | Rosental an der Kainach |

### Name
Köflach bedeutet in der sinngemäßen Übersetzung „Am Bach, wo viele Höhlen sind“, von kovel, kuvel, govel Felshöhle.
Die zweite Silbe im Namen, -ach, ist das alte Wort für: Bach, Fluss, Ache.

## Geschichte

### Vorgeschichte
Das siedlungsfreundliche Becken scheint seit der Jungsteinzeit ohne Unterbrechungen besiedelt zu sein. Eine Höhle am Zigöllerkogel ist Fundort von Steinwerkzeugen und Tierresten, die auf 18.000 bis 12.000 Jahre vor Christus datiert wurden. Weitere Funde konnten bis herauf in die Römerzeit zeitlich eingeordnet werden.
Zwischen 4.400 und 3.500 vor Christus waren Siedlungen auf Bergkuppen, wie dem Heiligen Berg in Bärnbach oder auf dem Franziskanerkogel im heutigen Maria Lankowitz, vorherrschend. Wirtschaftliche Grundlage war Ackerbau und Viehzucht. Während der frühen Bronzezeit (etwa 2300 bis 1600 v. Chr.) wurden Siedlungen in Tälern angelegt, wie beispielsweise in Pichling bei Köflach. In der späten Bronzezeit wurden die Siedlungen wiederum auf geschützten Anhöhen errichtet. Diese waren fallweise bis in die Hallstattzeit bewohnt oder in der Latènezeit wieder benutzt.

### 12. bis 17. Jahrhundert
Im Jahr 1103 wurde das Stift St. Lambrecht von Herzog Heinrich III. von Kärnten mit allen Rechten im „Pybertal“ „begabt“. Dadurch wurde das heutige Köflach dem Kloster untertan. 1170 wurde das Dorf Köflach von Kaiser Friedrich I. Barbarossa (zum ersten Mal) zum Markt erhoben. Zehn Jahre darauf wurde das Gebiet des Bezirks Voitsberg ins neue Herzogtum Steiermark eingegliedert. Im Jahr 1307 wurde Köflach wieder in den Stand eines „untertänigen Dorfs“ zurückgedrängt als „Voytsperch“ (Voitsberg) Handels- und Mautprivilegien erhält. Als Friedrich III. 1470 das Marktrecht Köflachs bestätigte, brach ein jahrhundertelanger Streit zwischen der landesfürstlichen Stadt Voitsberg und dem St. Lambrecht angehörigen Köflach aus, da das Marktrecht Köflachs nur in einer Kopie vorlag und diese von Voitsberg bestritten wurde.
1634 wurde Köflach von der Pest heimgesucht: über 100 Opfer forderte die Seuche. Auch das Gotteshaus des Ortes bleibt von Unglück nicht verschont: von einem Blitzschlag wird es „schwer getroffen und arg erschüttert“. 1637 wurde das Marktrecht zum zweiten Mal bestätigt. Drei Jahre danach schlug die Pest wieder zu und entvölkerte den heutigen Ortsteil Piber fast vollständig. Kurz darauf, im Jahr 1643, wurde der Erbauer des Stiftes St. Lamprecht, Cyprian Sciassia, mit dem Bau einer neuen Kirche beauftragt. Als sechs Jahre später der Rohbau stand, ärgerte sich der Baumeister über die Kritik, dass der Kirchenbau für den Ort Köflach „viel zu groß, zu prächtig und zu teuer“ sei und übertrug seinem Bruder Domenico die Vollendung des Baus. 1692 erfolgte die Weihe der neuen Kirche. Im Jahr 1699 bestätigte Kaiser Leopold die Marktrechte von Köflach, was den Streit mit Voitsberg aber nicht beendete.

### 18. und 19. Jahrhundert

Historische Landkarten zum Gebiet von Köflach
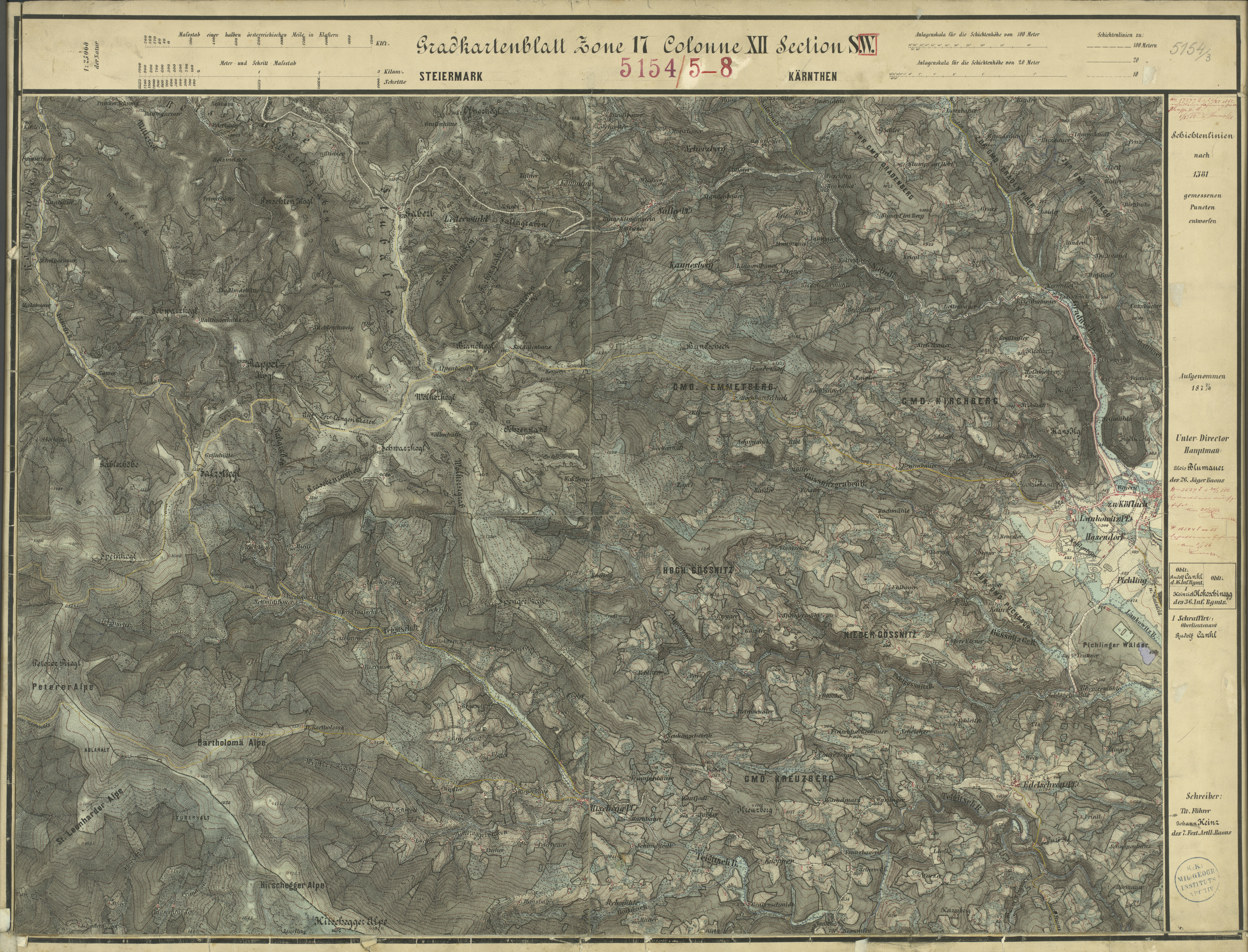
Der Westen von Köflach: Maria Lankowitz, Hirschegg, Gößnitz, Edelschrott, das Gaberl und der Verlauf der Straße über die Pack um 1878
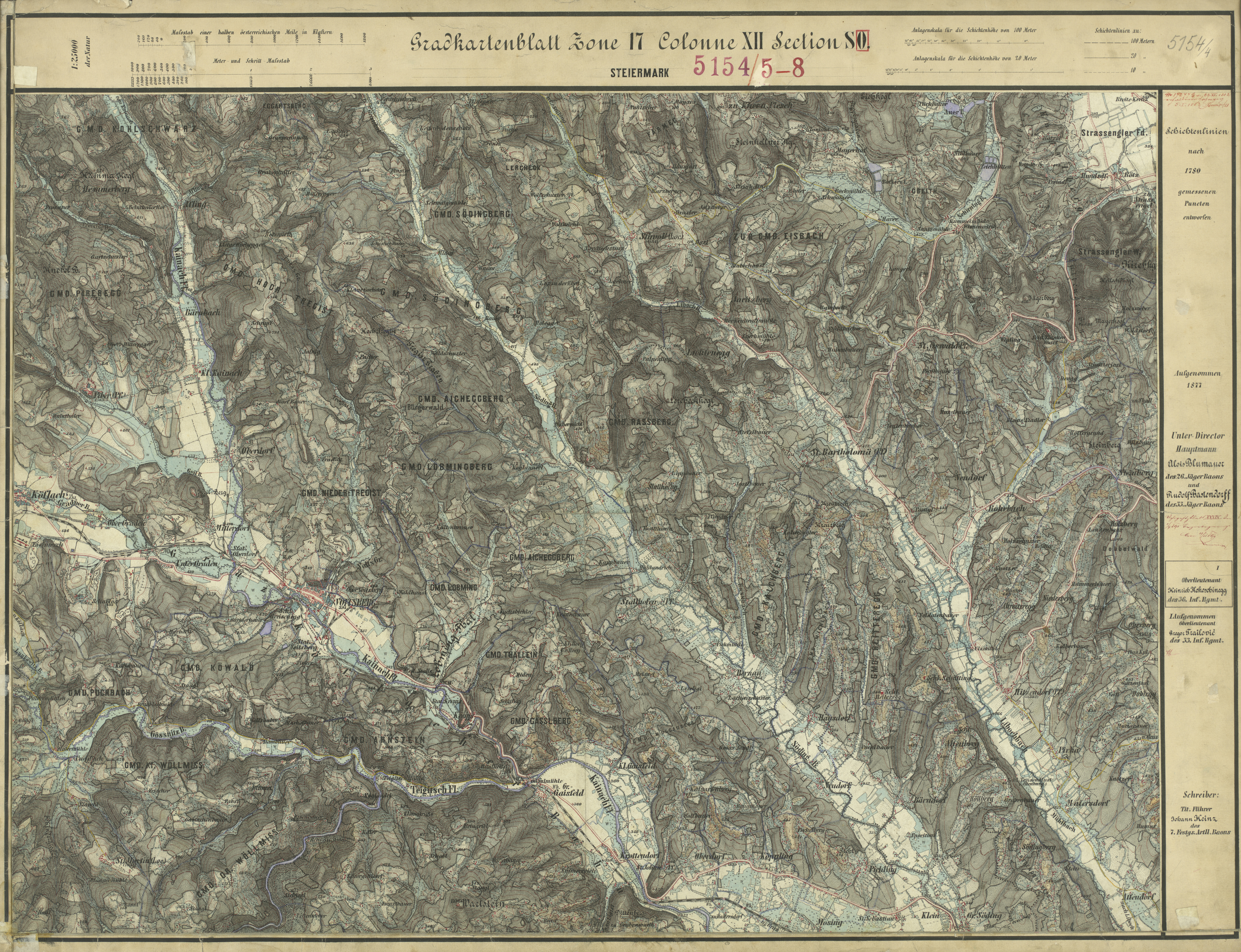
Der Osten von Köflach: Voitsberg und der Mittellauf der Kainach

Im Jahr 1715 kam es endlich zum Frieden zwischen Köflach und Voitsberg als eine kaiserliche Kommission die Markterhebung von Köflach mit der 4. und „unwidersprechlichen“ Erhebung bestätigte.
Der Mineraloge Abbé Poda erschloss 1766 die Kohlevorkommen um Köflach und leitete damit die Umwandlung des bäuerlichen Raums in ein Bergbau- und schließlich Industriegebiet ein. Nachdem Kaiser Joseph II. das Stift St. Lamprecht aufgehoben hatte, ging die Marktgemeinde Köflach 1786 in staatliche Verwaltung über. Das Dekanat übersiedelte 1797 von Edelschrott nach Köflach und 1810 machte Kaiser Franz I. bei einer Fahrt über den Packsattel in Köflach Station. Nur vier Jahre später leiteten Missernten Hungerjahre für den Ort ein.
1846 nahm die erste Glasfabrik im Ortsteil Weyern den Betrieb auf, 1849 erfolgte die Einrichtung eines regelmäßigen Postdienstes und 1850 wurden alle Ämter und Behörden nach Voitsberg verlegt. 1860 wurde die Graz-Köflacher-Bahn eröffnet und durch die Erschließung weiterer Kohlefelder und Inbetriebnahme eines Eisenwerks erfolgte eine rege Zuwanderung in die Region. Kaiser Franz Joseph I. besuchte 1883 Köflach und 1894 nahm der Heimatdichter Hans Kloepfer seine Arbeit als Werksarzt in Köflach auf.

### 1900 bis 1949
Im Jahr 1903 wurde Ludwig Stampfer als Dechant in sein Amt eingeführt. 1908 bis 1910 wurde durch die Marktgemeinde Köflach ein Wasserwerk in Edelschrott errichtet, der interurbane Telefonverkehr eingerichtet und erstmals ging elektrisches Licht in Betrieb. 1912 eröffnete die Volksbank Köflach und 1913 gründete Hans Kloepfer die Freiwillige Rettungsabteilung.
Während der Zeit des Ersten Weltkriegs waren Soldaten in verschiedenen Gebäuden einquartiert. Die 1898/99 von Franz Herunter in Mooskirchen gegründete Werksgenossenschaft für Heeres- und Zivillieferungen reg.Gen.m.b.H., Österreichs erste mechanische Sportschuherzeugung übersiedelt 1917 ins neue Werk nach Köflach und wird Arbeitgeber für viele Frauen. Die Bergknappen streikten 1917 erstmals für mehr Lohn und Verpflegung. Die Spanische Grippe und die Ruhr forderten 1918 89 Todesopfer. Die neu errichtete Bürgerschule eröffnete 1922 mit einer Knabenklasse und einer Mädchenklasse. 1930 wurde mit dem Bau der „Packer-Höhen-Straße“, der heutigen Packer Straße, begonnen. Der Arbeiter Sportklub Köflach wurde 1936 gegründet und Köflach wurde am 23. August 1939 zur Stadt erhoben.
In der Koralpe kommt an mehreren Stellen das Leichtmetall Beryllium vor. Das wurde 1929 für einen Schwindel mit der The Beryllium Company Aktiengesellschaft in Graz ausgenützt: Es wurden Vorbereitungsarbeiten für Bergbaue (Freischurfe) in den Gebieten von Gößnitz, am Kreuzbergrücken, Edelschrott und an anderen Stellen angemeldet. Die angeblich großen Berylliumvorkommen waren aber nur vorgetäuscht.
Im Zweiten Weltkrieg forderten Bombenangriffe im Jahr 1945 neun Todesopfer unter der Bevölkerung. Nach Ende des Krieges gründete Karl Romich die Sing- und Spielgruppe. Als erstes Industrieunternehmen nach dem Zweiten Weltkrieg wurde 1949 die Gradenberger Formen- und Maschinenfabrik gegründet.

### 1950 bis 1999
1951 Registrierung der Marke Koflach durch den Schuhproduzenten.
1953 eröffnete die neu erbaute Knabenschule. Es ist mit 23.000 Kubikmetern umbautem Raum das größte nach 1945 in der Steiermark errichtete Gebäude. Ab 1955 änderte sich das vertraute Stadtbild zusehends. Die bestehenden Industriebetriebe werden vergrößert, neue Siedlungen und Straßen, öffentliche Bauten und ein Kanalnetz entstanden.
1962 wurde mit Giengen an der Brenz eine Städtepartnerschaft begonnen. 1964 wurde eine allgemeinbildende höhere Schule als Expositur des 2. Bundesgymnasiums Graz eröffnet. 1965 ging als Jahr der Schlammkatastrophe in Köflachs Geschichte ein: nach dem Bruch eines Schlämmteiches des Bergbaues „Franzschacht“ und des Hochwasserdammes des Tagbaues Karlschacht soff der Tagbau ab. Vermurungen beschädigten das Areal des Bahnhofes und weite Teile des südöstlichen Stadtgebietes. Einheiten des Bundesheeres leisteten Hilfe, der Notstand musste ausgerufen werden.
1973 fand die Eröffnung des Hallenbades durch Bundespräsident Franz Jonas statt, 1974 die Einweihung der Filialkirche Oberpichling und die offizielle Eröffnung des BG und BRG Köflach durch Bundespräsident Rudolf Kirchschläger. Mit Inbetriebnahme der für 37 Millionen Schilling errichteten Hochquellen-Trinkwasserleitung Köflach-Salla im Jahr 1977 wurde die Versorgung des Großraums Köflach-Voitsberg mit hochqualitativem Trinkwasser sichergestellt.
Im Jahr 1982 wurde der Köflacher Handballclub erstmals österreichischer Meister. Im Jahr darauf suchte eine Virusseuche die Pferde im Gestüt Piber heim: 39 Lipizzaner verendeten. 1985 begann das Fernwärmeprojekt, 1986 beschworen 80 cm Neuschnee eine Schneekatastrophe herauf. Die britische Premierministerin Margaret Thatcher besuchte Piber und in Piberstein begann der probeweise Badebetrieb im neuen „Freizeitland Weststeiermark“, damals noch „Freizeitinsel Piberstein“ genannt.
1990 wurde die neue Innenstadt mit Fußgängerzone mit einem Zwei-Tage-Fest eröffnet. Im gleichen Jahr wurde die Stadt zur Schönsten Blumenstadt der Steiermark gekürt, ein Erfolg, der in den folgenden beiden Jahren sowie 2003 und 2012 wiederholt werden konnte. 1991 wurde das neue Feuerwehrhaus eröffnet, 1993 die neue Kläranlage in Betrieb genommen. 1995 wurde der um- und ausgebaute Wirtschaftshof wiedereröffnet und Köflach erhielt im Rahmen des europäischen Wettbewerbes Entente Florale Europe eine Silbermedaille in der Kategorie Stadt.
Produktion von Inlineskates der Marken Ultrawheels (ab 1991) und Oxygen by Koflach (ab 1993) zumindest bis 1998.
Das Jubiläum 200 Jahre Bundesgestüt Piber wurde im September 1998 mit einer großen Gala mit Auftritten der Spanischen Hofreitschule und der Wiener Sängerknaben gefeiert. Im Jahr darauf wurde im Zentrum der Stadt die neue Köflach-Passage mit dem neuen Rathaus eröffnet und die Handballgemeinschaft Köflach/Bärnbach wurde österreichischer Meister. Am 9. Oktober wurde man bei Bohrungen fündig: in Piber wurde Thermalwasser entdeckt.

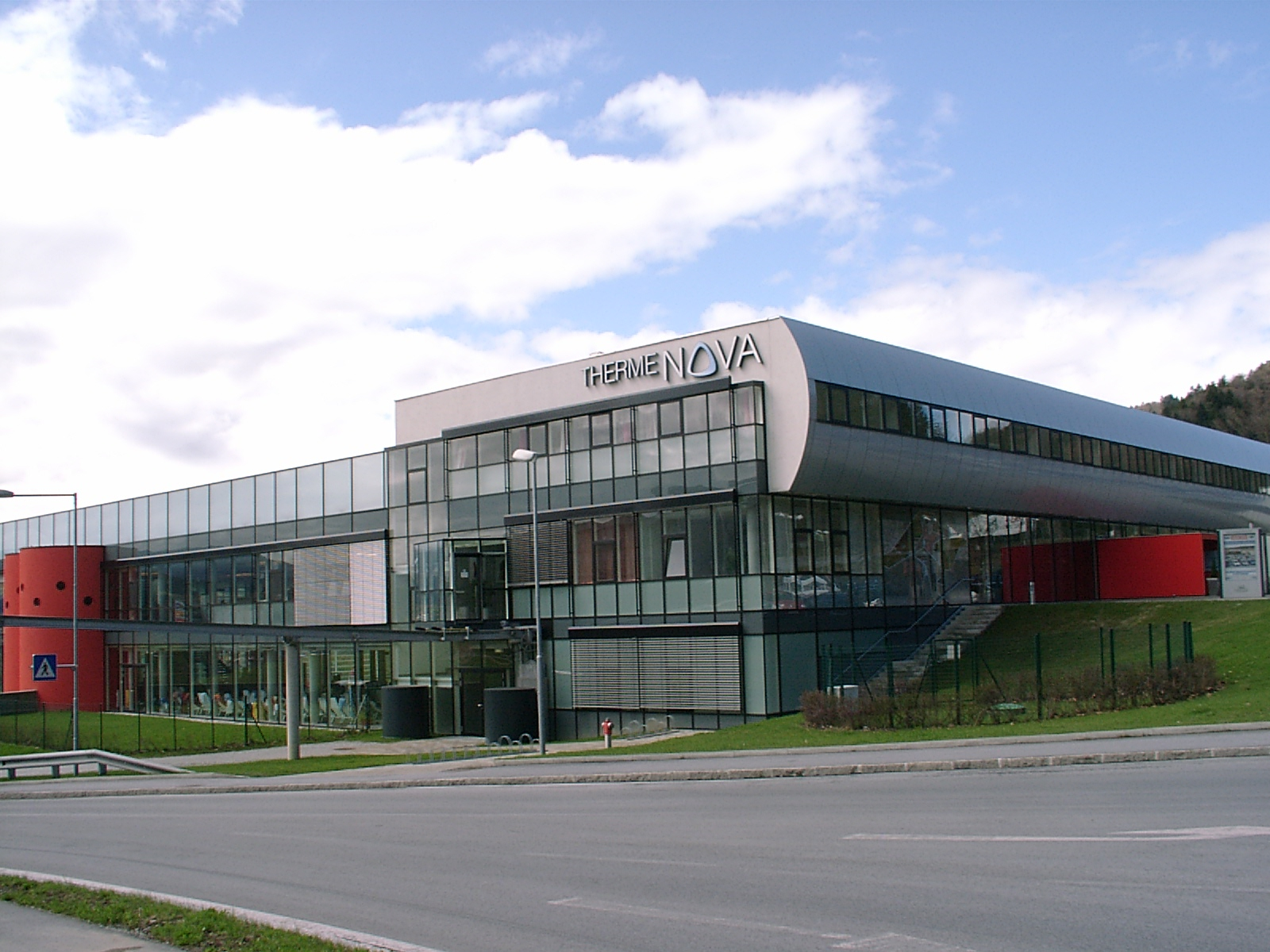
Therme NOVA Köflach

### Ab 2000
Im Jahr 2000 wurde die Handballgemeinschaft Köflach/Bärnbach erneut österreichischer Meister. Am 4. Oktober, ein Jahr nach Erbohrung der Barbara-Thermalquelle, wurde das Projekt Therme NOVA Köflach vorgestellt. 2001 wurde die Thermalquelle als Heilvorkommen anerkannt und die Handballgemeinschaft Köflach/Bärnbach wurde österreichischer Cupsieger. Mit den Abbrucharbeiten am Hallenbad Köflach begannen am 26. Februar die ersten Arbeiten zur Errichtung des neuen Thermalbads. Vom 1. Mai bis 26. Oktober 2003 fand die Landesausstellung Mythos Pferd im Bundesgestüt Piber statt, 265.000 Besucher wurden gezählt. Am 14. Juni 2003 erfolgte die Grundsteinlegung für die Therme Nova. Im Juli wurde Köflach zum vierten Mal Schönste steirische Blumenstadt. Am 8. Oktober 2004 eröffnete Bundespräsident Heinz Fischer die fertiggestellte Therme Nova. 2006 entstand in Köflach das neue Postverteilerzentrum für den Bezirk Voitsberg. Im Jahr 2008 wurde der Kurbetrieb im Hotel Nova Köflach aufgenommen und die Stadt erhielt ein neues Stadtwappen.
Nach Beteiligung von Head, USA (1969) und Rückkauf durch die Gebrüder Herunter, Verkauf an Volvo Fritid, Finnland (1973) und 1977 Ankauf durch Fritz Hatschek, Vöcklabruck … Übernahme durch Atomic (1988) und 1994 durch die AMER Group LDT, Helsinki wird 2002 die Schuhfabrikation in Köflach geschlossen. Die Marke Koflach wird ab 2008 am Markt nicht mehr geführt und wird 2010 vom Eigentümer Koflach AG, Aeschi SO, Schweiz für Schalenbergschuhe wiederbelebt.

## Kultur und Sehenswürdigkeiten
- Schloss Piber
- Bundesgestüt Piber

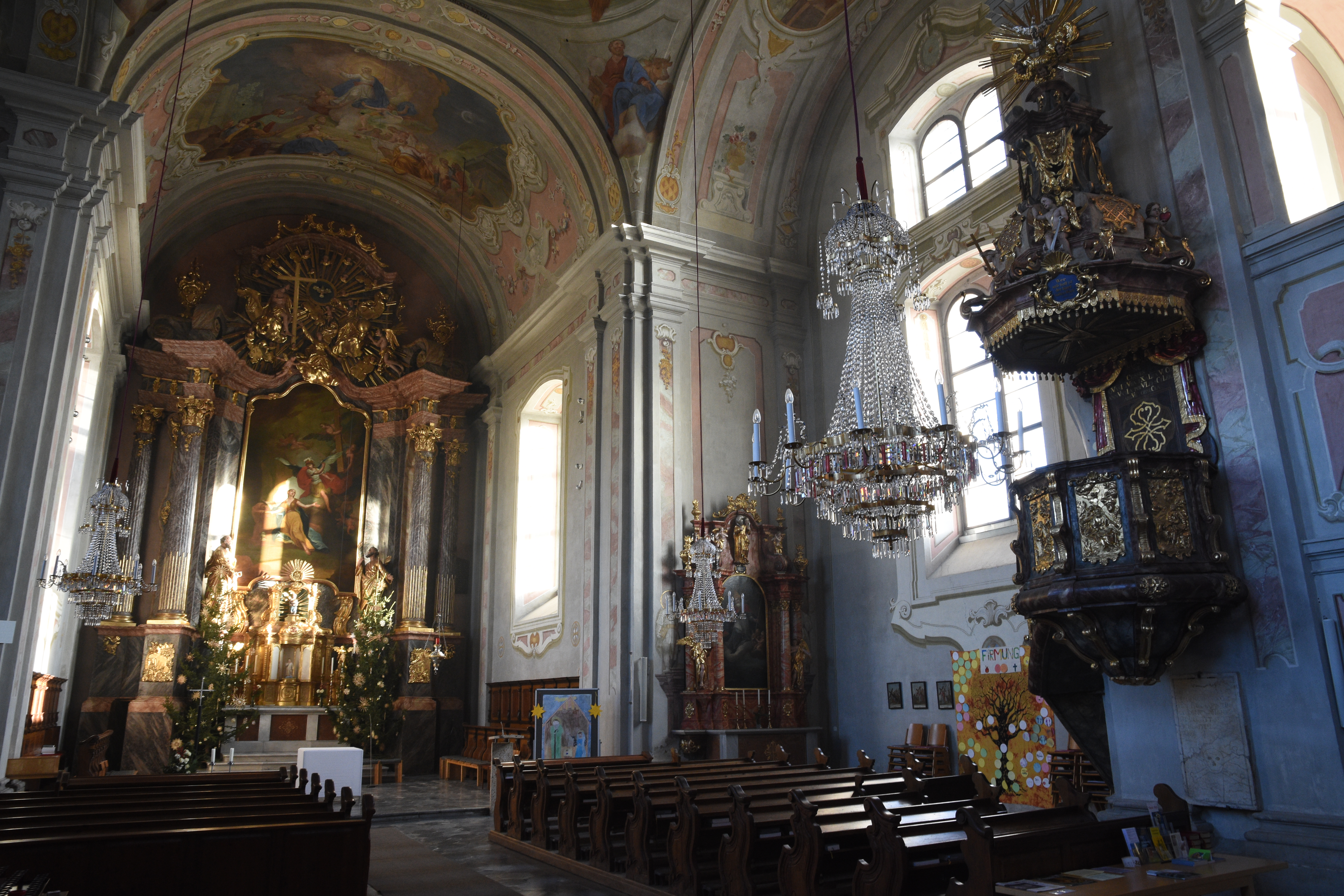
Pfarrkirche Köflach

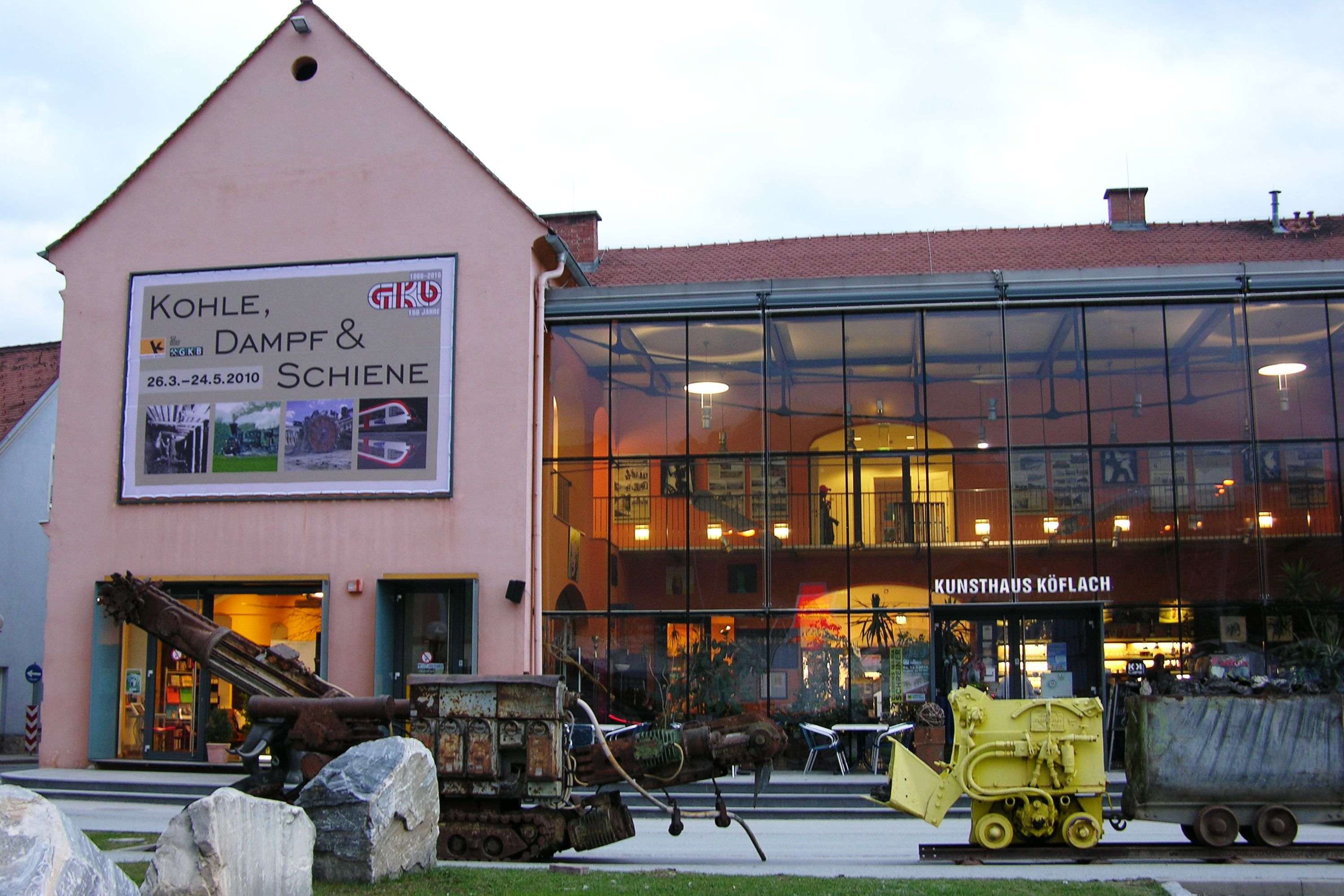
Kunsthaus Köflach (2010)

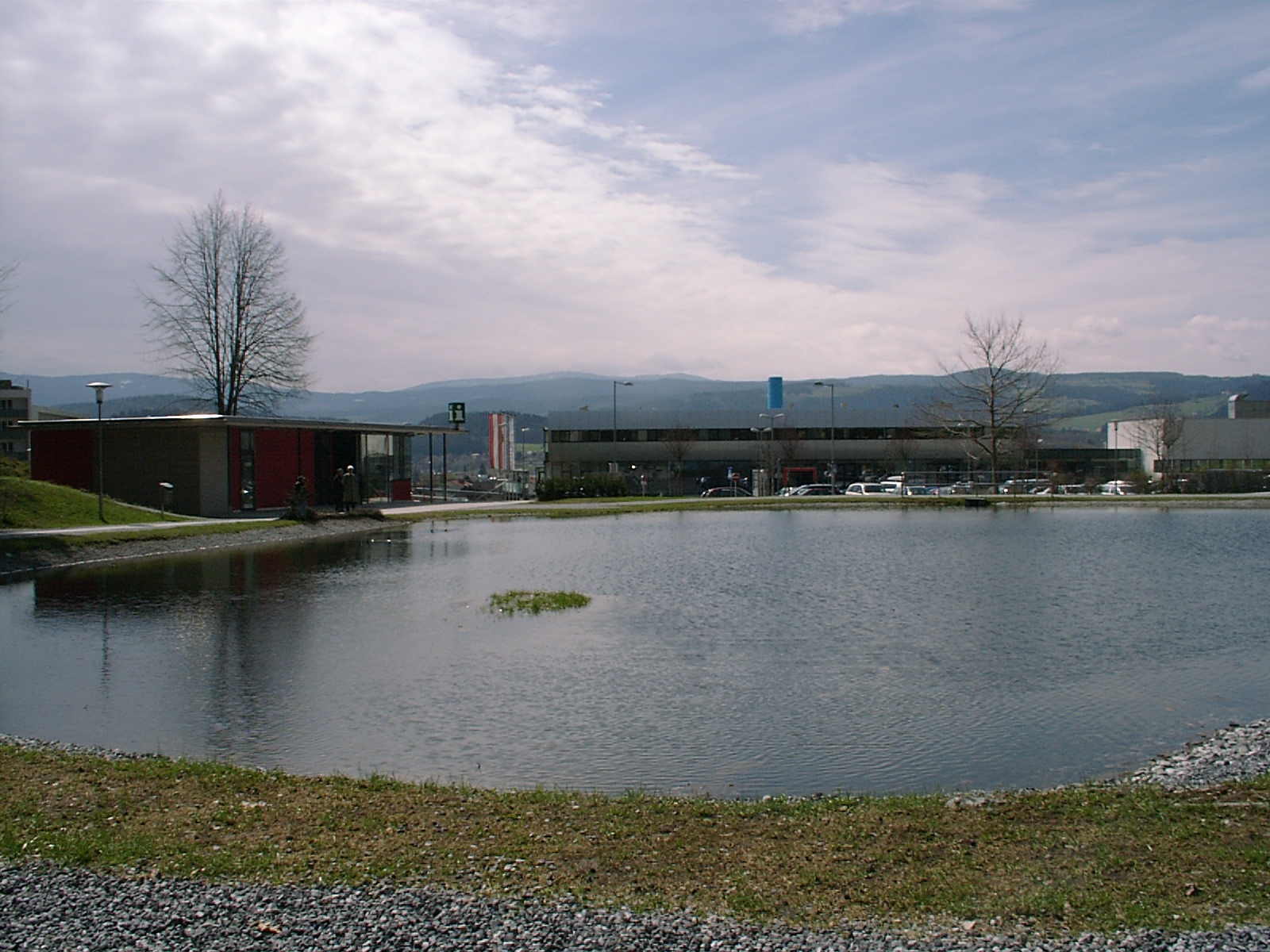
Dechantteich nahe Köflach

- Katholische Pfarrkirche Köflach hl. Maria Magdalena
- Katholische Pfarrkirche Piber hl. Andreas
- Katholische Pfarrkirche Graden hl. Oswald
- Kunst- und Kulturhaus: Im Zuge der Steirischen Landesausstellung Mythos Pferd 2003 wurde ein Kunst- und Kulturhaus errichtet, in dem Kunstausstellungen stattfinden. Das Gebäude steht unter Denkmalschutz.

### Regelmäßige Veranstaltungen
- Magdalenakirtag: Jedes Jahr findet am 22. Juli der Magdalenakirtag statt. Sollte der 22. Juli auf einen Sonntag fallen (erst wieder 2029 und 2035), wird der Kirtag am darauffolgenden Montag abgehalten. Dies ist der größte Markttag im Bezirk Voitsberg
- Leistungsschau: Jährlich abwechselnd mit Voitsberg findet Ende April/Anfang Mai die Leistungsschau statt, die größte Messeveranstaltung des Bezirks Voitsberg
- Traditionell vor Ostern findet der Köflacher Loazkörblmarkt statt, wo man Produkte rund um Ostern erwerben kann
- Ross-Almabtrieb: Anfang September, wenn die Lipizzaner von Piber aus ihrem Sommerdomizil in den Bergen zurückkehren,[11] wird das traditionelle Lipizzanerfest veranstaltet

## Wirtschaft und Infrastruktur

### Verkehr

#### Straße
Köflach befindet sich an den Bundesstraßen Packer Straße B 70 und Gaberl Straße B 77.

#### Eisenbahn

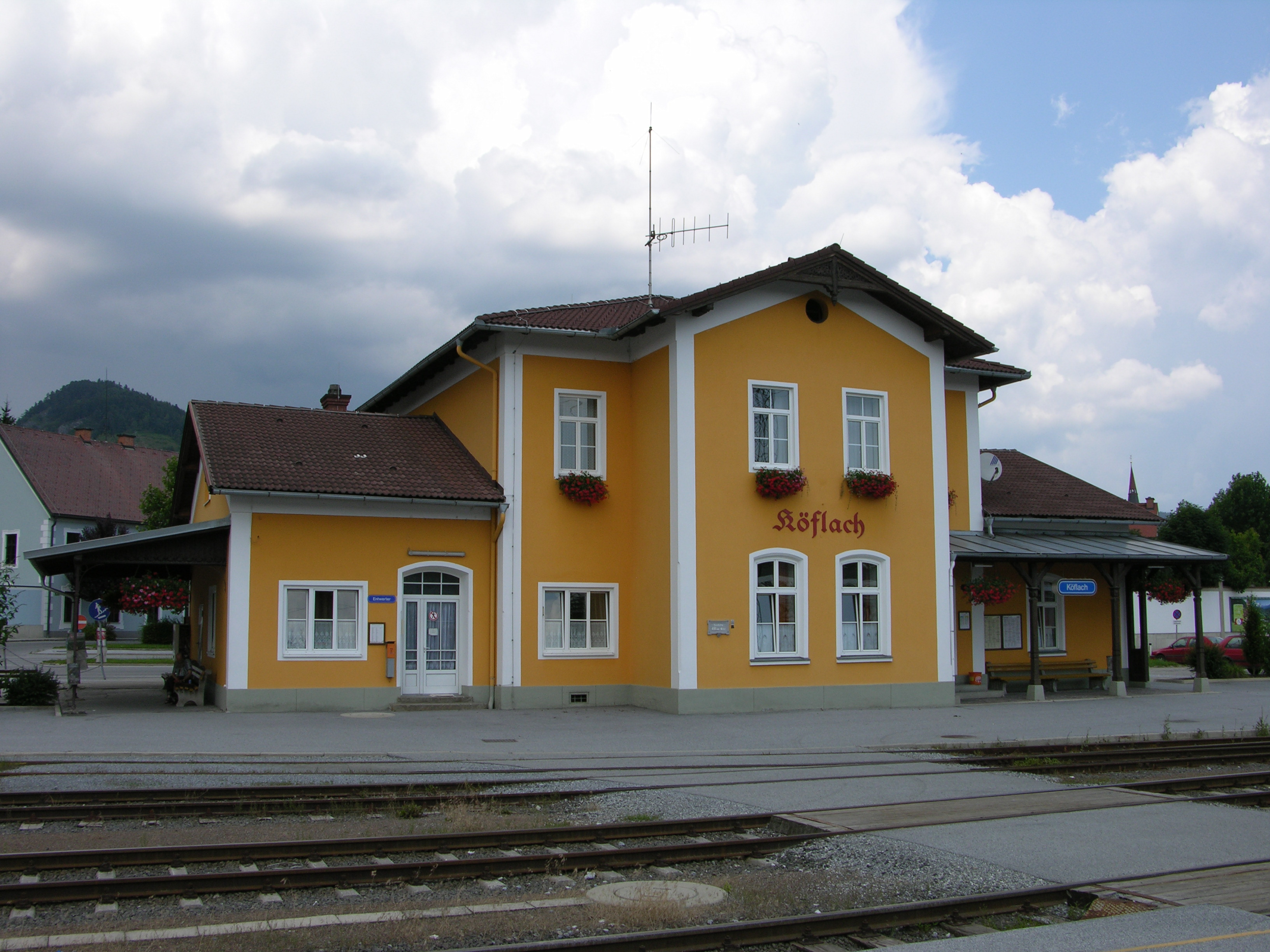
Bahnhof Köflach der Graz-Köflacher Bahn und Busbetrieb GmbH (2006)

In Köflach liegt der Endbahnhof der Graz–Köflacher Eisenbahn (seit 2007 Schnellbahnlinie ) und Ausgangspunkt mehrerer Autobuslinien.

### Ansässige Unternehmen
Die beiden größten Unternehmen in Köflach sind die Stölzle Oberglas AG sowie der Autozulieferer Krenhof AG. Der Skischuh-Hersteller Koflach hatte seinen Sitz bis zur Schließung im Jahr 2002 in Köflach. Im Oktober 2004 eröffnete das Thermalbad Therme Nova mit dazugehörigem Hotel.
Seit 1949 werden in Köflach Formen für das Blasen von Glasflaschen und -gefäßen hergestellt. OMCO, gegründet 1964 in Belgien, heute Europas größter Hersteller von Formen aus Eisen und Bronze für Glas, übernimmt 1991 den Betrieb GMA GmbH in Köflach, baut die Produktion in Kroatien aus und erklärt Ende August 2016 den Betrieb Omco GMA Austria GmbH in Köflach mit 69 Mitarbeitern mit Jahresende wegen Preisverfalls für das Produkt zu schließen.

### Tourismusverband
Die Gemeinde bildet gemeinsam mit Bärnbach, Maria Lankowitz und Voitsberg den Tourismusverband „Lipizzanerheimat“ (siehe Bundesgestüt Piber). Dessen Sitz ist Köflach.

### Öffentliche Einrichtungen
In Köflach befindet sich eine Polizeiinspektion des Bezirkspolizeikommandos Voitsberg, welche für die Gemeinden Köflach, Maria Lankowitz und Rosental an der Kainach örtlich zuständig ist. Das Grundstück auf dem sich die Polizeiinspektion befindet, wurde 1942/43 durch das Deutsche Reich arisiert. Auf ihm wurde bis zum Kriegsende ein Rohbau errichtet, der in weiterer Folge ein Wohnhaus für SS-Angehörige werden sollte. Nach Kriegsende wurde das Gebäude von der Republik Österreich übernommen und fertiggestellt. In weiterer Folge wurde es an die Bundesgendarmerie und die Gemeinde Köflach vermietet. Bis 1965 befand sich im Gebäude auch das Gemeindeamt.

### Bildung
- Polytechnische Schule Köflach, Pädagogischer Panther 2008[17]
- Bundesgymnasium und Bundesrealgymnasium Köflach (BG/BRG), Pädagogischer Panther 2006[18]
- Höhere Lehranstalt für wirtschaftliche Berufe Köflach (HLW)
- Niederlassung des Berufsförderungsinstituts
- Niederlassung der Volkshochschule

### Freizeit, Sport
Die Gemeinde hat den Pibersteiner See von ehemals privaten Betreibern übernommen und hat angekündigt den See für die Öffentlichkeit mit einem Fest am 23. Juni 2024 wieder zugänglich zu machen.

## Politik

### Bürgermeister
- 1998–2009 Franz Buchegger (SPÖ)[20]
- 2009–2015 Wilhelm Zahler (SPÖ)[21]
- seit 2015 Helmut Linhart (ÖVP)[22]

### Stadtrat
Der Stadtrat besteht aus sieben Mitgliedern und setzt sich seit der Gemeinderatswahl 2015 aus Mandaten der folgenden Parteien zusammen:
- 3 SPÖ – stellt den 1. Vizebürgermeister
- 2 ÖVP – stellt den Bürgermeister
- 1 FPÖ – stellt den 2. Vizebürgermeister
- 1 SBK – stellt den Finanzstadtrat

### Gemeinderat
Der Gemeinderat besteht aus 25 Mitgliedern (bis 2015: 31) und setzte sich seit der Gemeinderatswahl 2020 aus Mandaten der folgenden Parteien zusammen:
- 4 SPÖ (−7)
- 18 ÖVP (+11)
- 1 FPÖ (−5)
- 2 SBK (−3)

### Städtepartnerschaften
- Giengen an der Brenz, Baden-Württemberg, seit 1962. Der Vater von Hans Kloepfer stammte aus diesem Ort.

## Wappen

Köflach

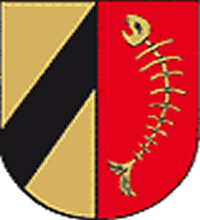
Graden

Beide Vorgängergemeinden hatten Wappen, wegen der Gemeindezusammenlegung verloren diese mit 1. Jänner 2015 ihre offizielle Gültigkeit.
Das Wappen von Köflach wurde im Jahr 2008 heraldisch korrekt neu verliehen. Die Wiederverleihung erfolgte mit Wirkung vom 1. Oktober 2015.
Die amtliche Blasonierung (Wappenbeschreibung) des Stadtwappens von Köflach:
„In blauem Schild ein aus goldenen Quadersteinen gefügter Rundturm mit fünf vorkragenden Zinnen, schwarz durchbrochen im Erdgeschoß ein Rundbogenportal und beiderseits davon je ein rechteckiges Fenster, im zurückspringenden Obergeschoß zwei Rundbogenfenster.“

## Persönlichkeiten

### Ehrenbürger
- 2019: Cornelius Grupp (* 1947), Unternehmer[24]
- 2019: Matthias Hartmann, Manager[25]

### Söhne und Töchter
- Ferdinand Pamberger (1873–1956), Maler und Grafiker
- Peter Tunner der Ältere (1786–1844), Pionier der Erzaufbereitung
- Hans Hladnik (1899–1951), Politiker
- Konrad Sattler (1905–1999), Bauingenieur
- Hanns Koren (1906–1985), Volkskundler, Landespolitiker und Nationalratsabgeordneter
- Reinhold Scheucher (1937–2009), Politiker, Nationalratsabgeordneter
- Karl Schuster (1940–2010), Politiker und langjähriger Bediensteter/Beamter bei den Stadtwerken Köflach
- Adolf Michael Hartl (* 1949), volkstümlicher Musiker (Marianne und Michael) und Moderator
- Gloria Kaiser (* 1950), Schriftstellerin
- Stefanie Werger (* 1951), Musikerin, Autorin und Schauspielerin
- Barbara Neubauer (* 1955), Präsidentin des Bundesdenkmalamtes
- Christa Vladyka (* 1955), Politikerin, Abgeordnete zum Niederösterreichischen Landtag
- Leo Lukas (* 1959), Kabarettist
- Eva-Maria Lipp (* 1962), Politikerin, Abgeordnete zum Steiermärkischen Landtag
- Doris Kampus (* 1967), Politikerin, Landesrätin der steirischen Landesregierung
- Lisa Zaff (* 1988), Skibobfahrerin
- Kern-Buam, Volksmusik-Gruppe aus Gradenberg

### Weitere Personen der Gemeindegeschichte
- Hans Kloepfer (1867–1944), Arzt und Heimatdichter
- Alois Wölfler (1882–1971), von 1916 bis 1950 Apotheker in Köflach, 1945–1949 Abgeordneter zum Nationalrat
- Viktor Elser (1893–1979), Landespolitiker, Nationalratsabgeordneter (Vizebürgermeister 1924–1934)
- Anton Lukesch (1912–2003) und Karl Lukesch (1917–1991), Missionare und Südamerika-Forscher[26]